# 十島村中之島天文台
十島村中之島天文台（としまむらなかのしまてんもんだい）は、鹿児島県鹿児島郡十島村中之島にある公開天文台である。

## 機材
カセグレン式600mm反射望遠鏡